# Servidumbre en Rusia

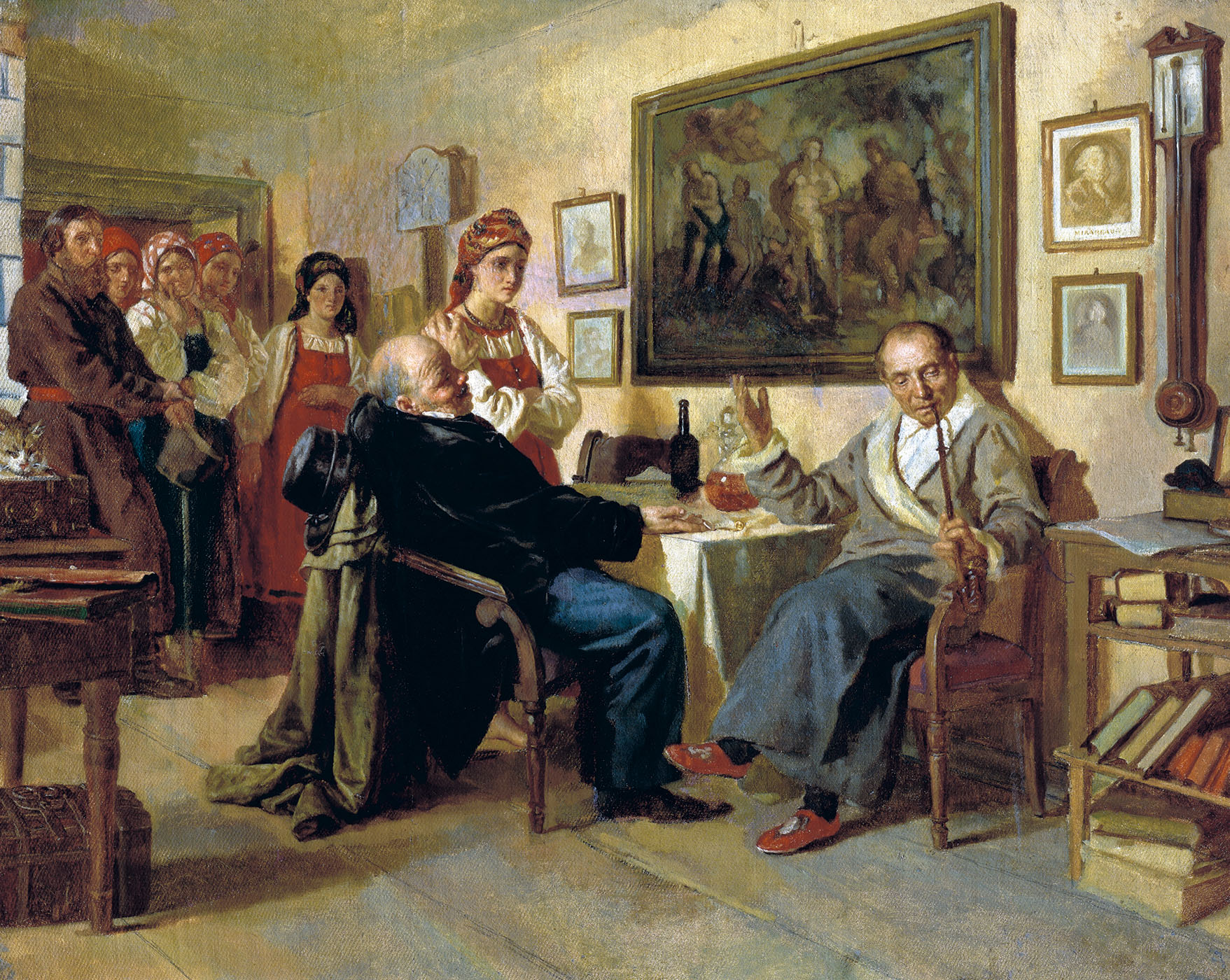
El mercadeo (Venta de una joven sierva) por Nikolái Névrev, 1866. Galería Tretyakov.

El sistema de servidumbre establecido en Rusia (en ruso: Крепостное право, Krepostnóye pravo) fue formalmente creado a fines del s. XV con el fin de garantizar el valor económico de las propiedades agrarias en el campo ruso, y estaba destinado en primer lugar a impedir legalmente que los campesinos pudiesen desplazarse libremente por el territorio ruso o emigrar.
Para mediados del s. XVIII, la servidumbre se había convertido en esclavitud.  Los siervos se vendían aparte de la tierra; las familias serviles se partían al venderse aparte sus miembros.  En Moscú y en San Petersburgo se vendían como ganado, o como muebles, anunciados en los periódicos.  Un perro podía valer más que un siervo entrenado.  No todos los siervos eran sujetos de compraventa; ocasionalmente, se canjeaban por un animal, o se apostaban en juegos de cartas.

## Origen e implantación
Desde el siglo XIV, Rusia había sufrido violentas invasiones de pueblos tártaros y mongoles, casi todos sucesores del Imperio de la Horda de Oro, entre los cuales destacaba el Kanato de Crimea. Tales ataques causaban severa devastación en los campos y habían hecho inevitable que los campesinos rusos migrasen continuamente de las zonas más expuestas a tales invasiones.
Al estabilizarse la situación del Principado de Moscú a fines del siglo XV, Iván III de Rusia tomó medidas para asegurar el valor económico de las grandes fincas agrícolas, el cual dependía de la fuerza de trabajo existente en estas. Para ello, en 1497 autorizó que los terratenientes forzaran a los campesinos a quedarse en las fincas durante casi todo el año, incluso usando la fuerza. Tal tendencia se reforzó más durante el reinado de Borís Godunov a inicios del siglo XVII, aumentando la cantidad de habitantes del campo que estaban sujetos a esta obligación.
La servidumbre fue reglamentada específicamente en el año 1649 por el zar Alejo I de Rusia, tras ocurrir varios casos en los cuales los campesinos se fugaban de las extensas fincas de los aristócratas. Las nuevas leyes de 1649 establecieron la servidumbre sobre la gran mayoría del territorio ruso, sobre todo en las tierras más fértiles, obligando en la práctica a que todos los campesinos quedasen sujetos a algún terrateniente; también se estableció que los campesinos rusos y sus descendientes, quedaban obligados a permanecer a perpetuidad en las fincas de los terratenientes, prohibiéndose que los campesinos salieran de ellas. Como consecuencia legal, los aristócratas mantenían su derecho de vender las tierras conjuntamente con los campesinos que vivieran allí.
El límite legal para la disposición de los campesinos siervos estaba dado por el derecho a la vida, en tanto el terrateniente (usualmente un aristócrata) aún estaba obligado a considerar a su siervo como «hombre libre», al menos formalmente, por lo cual no podía matarlo. También se reconocía el derecho del siervo a la propiedad individual sobre sus enseres, y su derecho a realizar transferencias de su propiedad con cualquier otro siervo, conservando el dinero que pudiese obtener de este intercambio; no obstante, su libertad de movimiento estaba limitada a la extensión de la finca de su respectivo terrateniente, y este podía inclusive vender al siervo separadamente de la tierra. Cabe indicar que los siervos rusos no solo eran campesinos, sino inclusive pequeños comerciantes y artesanos que vivían dentro de una aldea sometida a la autoridad de un aristócrata, por lo cual la categoría de los siervos era bastante heterogénea.
Desde 1659, la huida de un siervo era considerada un delito grave, y el censo ruso de 1719, ordenado por Pedro el Grande, mostró que en esas fechas ya el 80% de los campesinos rusos eran siervos. A lo largo del siglo XVIII, las revueltas de Stenka Razin y de Yemelián Pugachov fueron apoyadas por siervos, que aprovechaban tales sublevaciones para unirse a los rebeldes en busca de un mejor nivel de vida. No obstante, cabe indicar que las revueltas de los cosacos en Rusia occidental de los siglos XVII y XVIII no atacaban la institución de la servidumbre, sino que solamente permitían a sus adeptos dejar de ser siervos para convertirse en cosacos libres.
El Estado ruso también tenía sus siervos, subordinados directamente al zar. Estos «siervos del Estado» tenían formalmente el derecho a conservar su propiedad personal, pero en la práctica también tenían prohibido abandonar la tierra que les había sido asignada. Solían provenir de la confiscación de tierras hechas por el zar contra aristócratas levantiscos, y de la expansión de las colonias militares en Siberia, controladas por el gobierno imperial y no por terratenientes de la nobleza.
Los siervos tenían en principio derecho a comprar su libertad pagando su valor en dinero a los terratenientes, pero muy pocos lograban conseguirlo. Los que lo conseguían eran principalmente quienes vivían en pequeñas villas y no se dedicaban exclusivamente a la agricultura (artesanos, pequeños buhoneros, etc.). Aun así los siervos liberados por este sistema no dejaban de sufrir una menor valoración social, como sucedió en el caso de Yegor Chéjov, el abuelo del célebre escritor Antón Chéjov.

## Supresión
La servidumbre en Rusia implicaba la existencia de un masivo régimen de esclavitud efectiva, con el atraso económico que esto significaba en tanto la producción agrícola, sostén de la economía rusa, dependía de una masa de siervos explotados que restaba incentivos a las innovaciones técnicas propias de la Revolución Industrial. Asimismo, las ideas de la Ilustración difundidas a lo largo del siglo XVIII tornaban rechazable mantener la servidumbre en Rusia cuando en los países más avanzados de Europa esta había desaparecido; inclusive a inicios del siglo XIX la servidumbre estaba prácticamente extinta en las provincias rusas ribereñas del mar Báltico.
Si bien esta influencia del liberalismo hizo que en muchos casos se relajara la severidad hacia los siervos, el censo ruso de 1857 mostró que, en una población total de 60,9 millones de rusos, los siervos eran una aplastante mayoría, con 49,4 millones de individuos.
La servidumbre fue abolida en 1861 por el zar Alejandro II de Rusia, extendiendo la libertad de movimiento y la libertad personal a todos los siervos rusos, cualquiera fuera su categoría, con lo cual en la práctica se eliminó el derecho que tenían los terratenientes sobre ellos. No obstante las presiones humanitarias para esta medida, la abolición de la servidumbre no mejoró sustancialmente la situación de los campesinos que, empobrecidos y sin dinero, permanecieron mayormente en las fincas de sus terratenientes a falta de una mejor alternativa de subsistencia.
La emancipación de los siervos en 1861 impulsó el avance de una economía propiamente capitalista en Rusia, eliminando los últimos rezagos de feudalismo, pero tampoco alivió el descontento social, pues las ciudades se vieron invadidas por masas de campesinos en busca de ocupación, aumentando el proletariado urbano (que no pasaba del 1% de la población). Asimismo, el estigma social de menosprecio a los ex siervos y a sus descendientes tampoco fue superado en Rusia hasta muchas décadas después.